# Sieć trójścienna
Sieć trójścienna – jakiekolwiek narzędzia połowowe sporządzone z dwóch lub więcej kawałków sieci, równolegle, łącznie zawieszonych na pojedynczej nadborze, przytwierdzonych w jakikolwiek sposób do dna morskiego.